# Governo Rinne
O Governo Rinne (finlandês: Rinteen hallitus, sueco: Regeringen Rinne) foi um governo de coligação de centro-esquerda com maioria parlamentar. Era liderado por Antti Rinne do Partido Social Democrata e integrava o Partido Social Democrata, o Partido do Centro, a Aliança dos Verdes, a Aliança de Esquerda e o Partido Popular Sueco. Contava com 116 dos 200 lugares do Parlamento da Finlândia.
Foi formado a partir das eleições parlamentares de 2019, tendo entrado em funções em 6 de junho de 2019. Era composto por 19 ministros, dos quais 11 eram mulheres.
Pediu a demissão em 3 de dezembro de 2019, depois de ter perdido o apoio do Partido do Centro, na sequência de um conflito com os serviços dos correios.
Foi sucedido pelo Governo Marin em dezembro de 2019.